# Theretra boisduvalii
Theretra boisduvalii là một loài bướm đêm thuộc họ Sphingidae. 

## Phân phối
Nó được tìm thấy ở tây nam Iran, phía đông đến Sri Lanka và through the highlands of Himalaya to south-Đông Á và Borneo. They sometimes stray into Thổ Nhĩ Kỳ và Hy Lạp.

## sự miêu tả

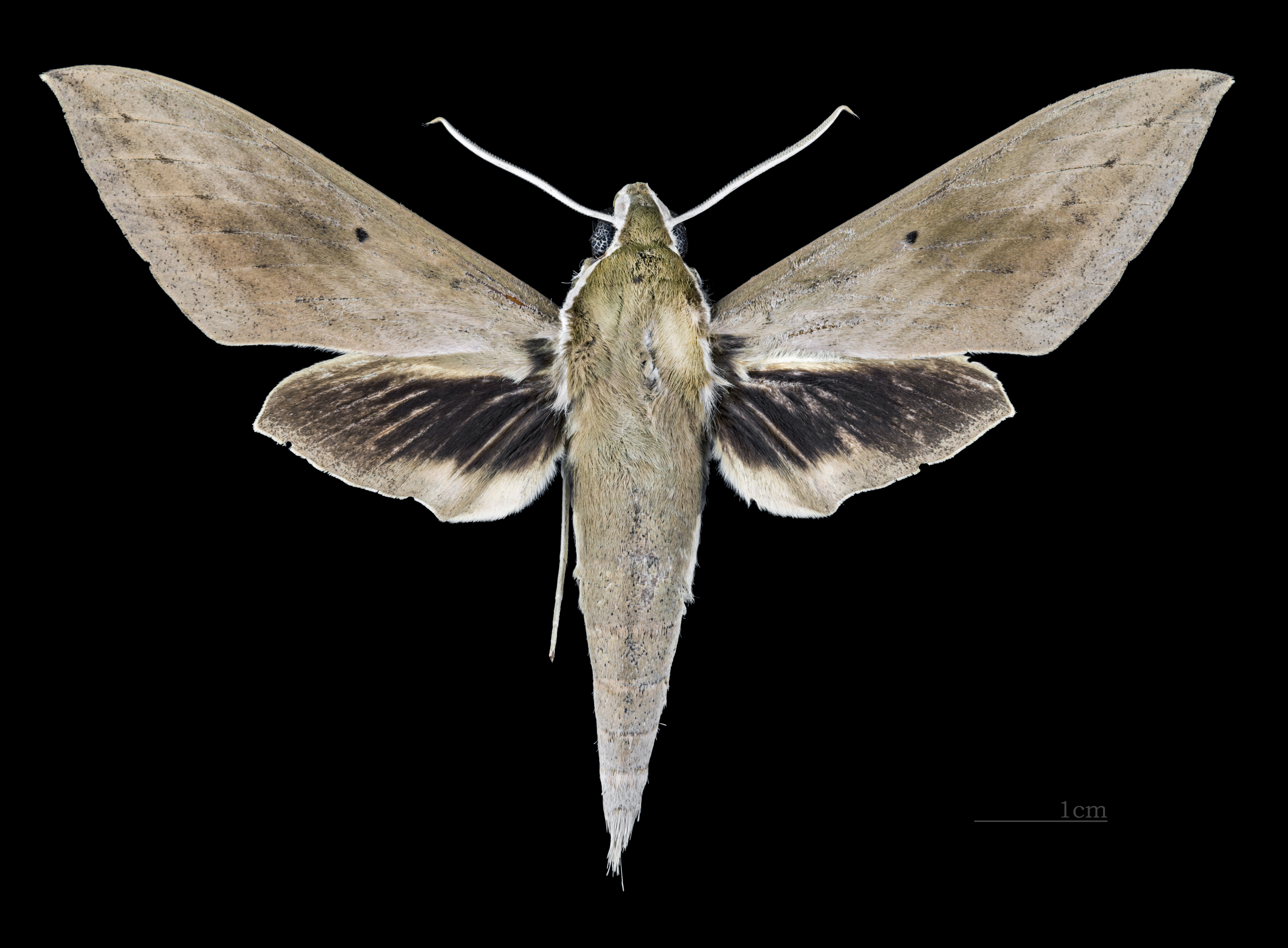
♂
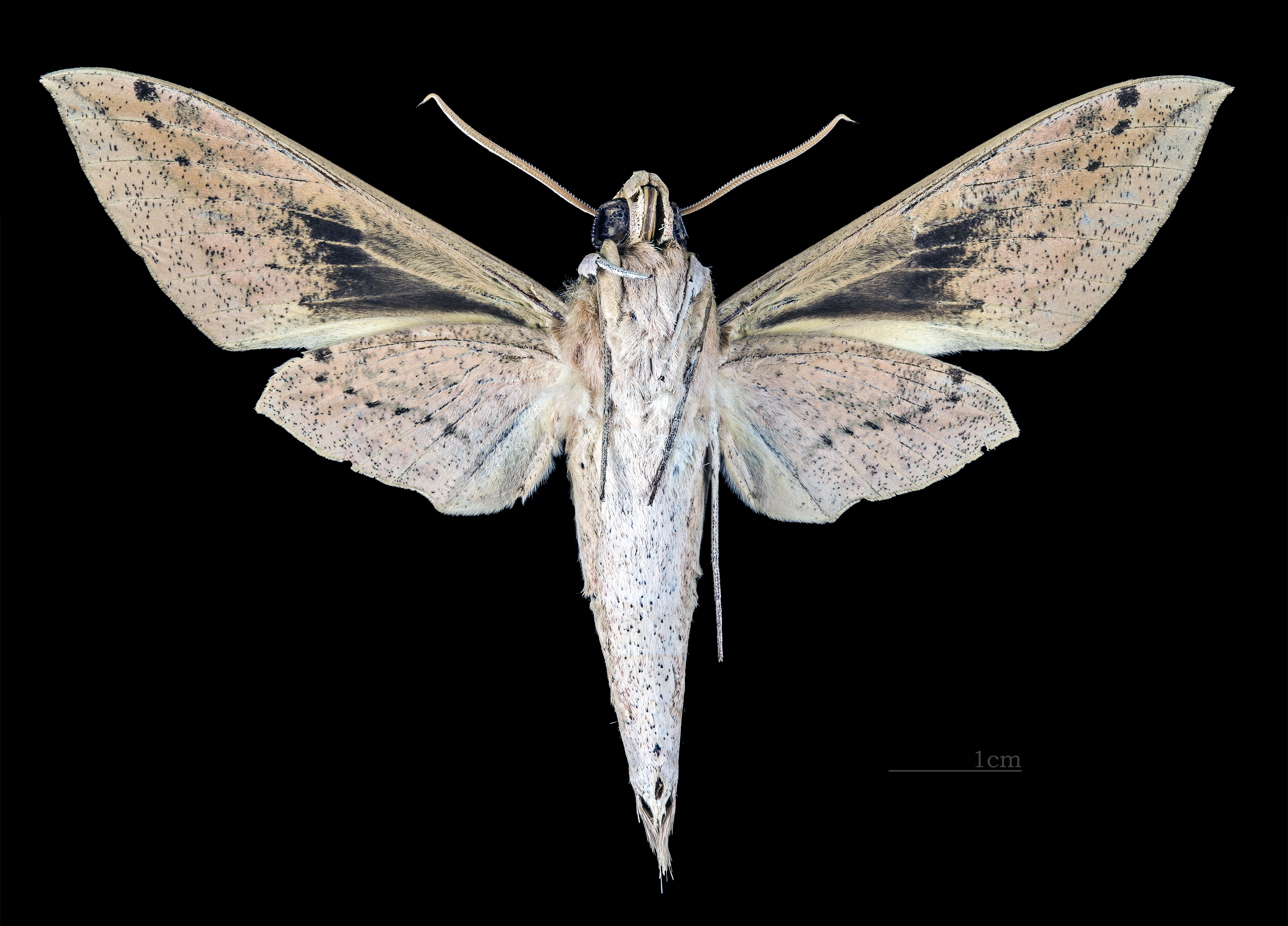
♂ △
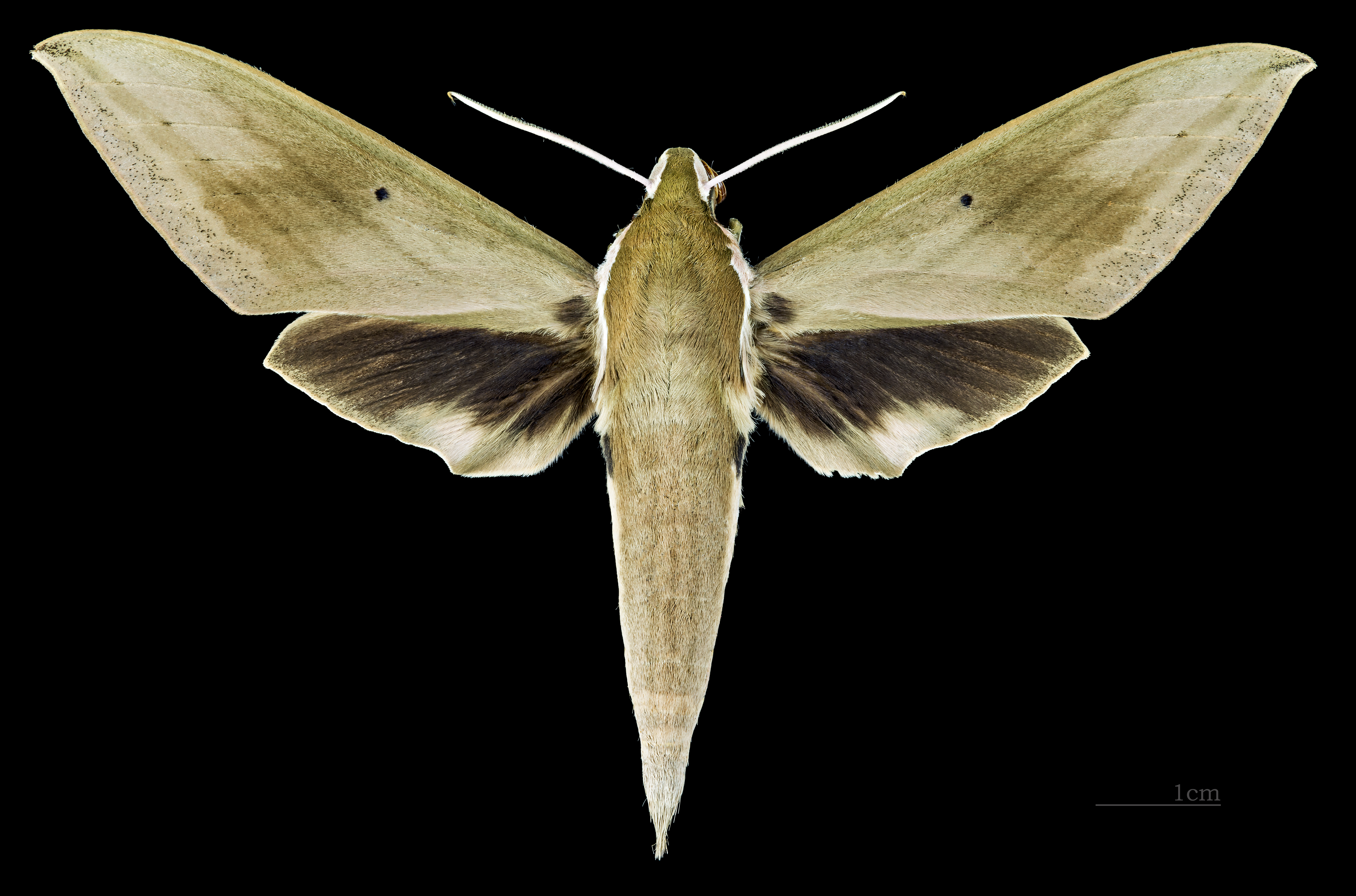
♀
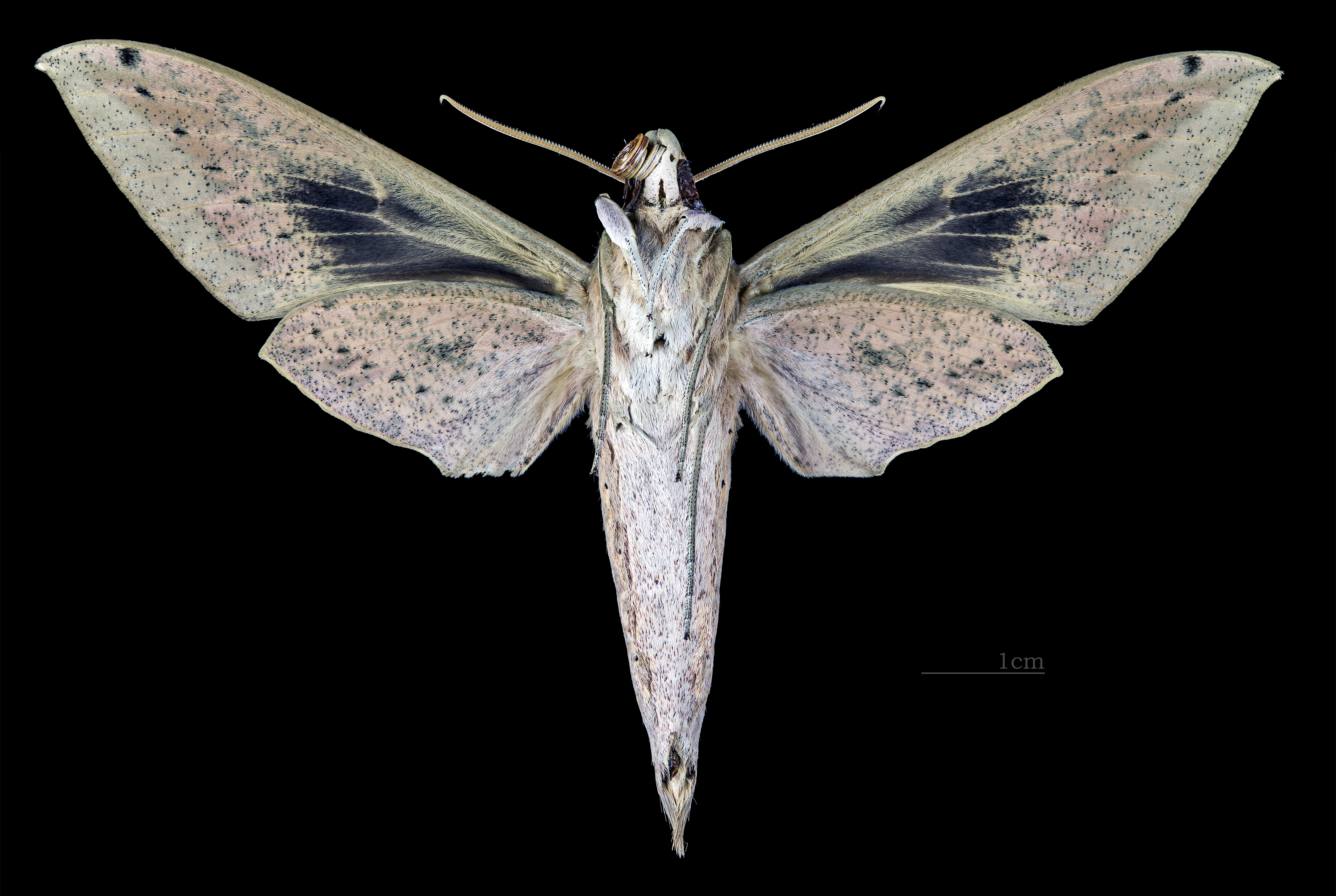
♀ △

Sải cánh dài 85–110 mm.

## sinh học
Ấu trùng ăn các loài Vitis và Parthenocissus.